# La Méthode Kominsky
La Méthode Kominsky (The Kominsky Method) est une série télévisée américaine comique créée par Chuck Lorre et diffusée à partir du 16 novembre 2018 sur Netflix.
Les trois premiers épisodes de la série sont projetés en avant-première le 10 novembre 2018 lors de l'AFI Fest.
La série triomphe, avec deux prix remportés, lors de la 76e cérémonie des Golden Globes : meilleure série télévisée musicale ou comique et meilleur acteur pour Michael Douglas.

## Synopsis
Sandy Kominsky (Michael Douglas), un ancien comédien ayant brièvement connu la gloire des années auparavant, s'est reconverti en coach pour acteurs qu'il forme et accompagne dans son école située à Los Angeles. Accompagné de son ancien agent Norman Newlander (Alan Arkin), il tente de naviguer dans la culture de la jeunesse et de la beauté de Hollywood, en décalage avec son âge. Il doit faire avec des problèmes d'argent et de santé, des décès de proches, etc.

## Distribution

### Acteurs principaux
- Michael Douglas (VF : François Dunoyer) : Sandy Kominsky
- Alan Arkin (VF : Michel Voletti) : Norman Newlander (saisons 1 et 2)
- Nancy Travis (VF : Martine Irzenski) : Lisa (saisons 1 et 2)
- Sarah Baker (VF : Edwige Lemoine) : Mindy Kominsky

### Acteurs récurrents
- Emily Osment (VF : Julie Turin) : Theresa
- Graham Rogers (VF : Gabriel Bismuth-Bienaimé) : Jude
- Ashleigh LaThrop (VF : Déborah Claude) : Breana
- Melissa Tang (VF : Geneviève Doang) : Margaret
- Casey Thomas Brown (VF : Charles Pestel) : Lane
- Susan Sullivan (VF : Pauline Larrieu) : Eileen
- Lisa Edelstein (VF : Laurence Charpentier) : Phoebe
- Danny DeVito (VF : Philippe Peythieu) : Dr Wexler (saison 1)
- Ann-Margret (VF : Frédérique Cantrel) : Diane (saison 1)
- Jane Seymour (VF : Béatrice Delfe) : Madelyn (saison 2)
- Paul Reiser (VF : Michel Dodane) : Martin (saison 2)
- Kathleen Turner (VF : Béatrice Michel) : Roz, l'ex-femme de Sandy (invitée saison 2 puis récurrente saison 3)

### Invités
- Jay Leno : lui-même (saison 1, épisode 2)
- Patti LaBelle : elle-même (saison 1, épisode 2)
- Elliott Gould (VF : Paul Borne) : lui-même (saison 1, épisode 5)
- Jeffrey D. Sams (VF : Daniel Lobé) : l'agent des impôts (saison 1, épisode 7)
- Corbin Bernsen : lui-même (saison 1, épisode 3)
- David James Elliott (VF : Guy Chapellier) : William (saison 2, épisode 1)
- Don Lemon : lui-même (saison 2, épisode 1)
- Bob Odenkirk (VF : Cyrille Artaux) : Dr Eugene Shenckman (saison 2, épisode 5)
- Haley Joel Osment (VF : Benoît DuPac) : Robby, le petit-fils de Norman (saison 2, épisode 8)
- Allison Janney (VF : Frédérique Tirmont) : elle-même (saison 2, épisode 8)
- Barry Levinson (VF : Philippe Catoire) : lui-même (saison 3, épisodes 4 et 5)
- Morgan Freeman (VF : Benoît Allemane) : lui-même (saison 3, épisode 4)
- Jon Cryer (VF : Lionel Tua) : lui-même (saison 3, épisode 6)

 Source et légende : version française (VF) sur RS Doublage

## Production
Le 14 août 2017, Netflix annonce avoir finalisé un contrat d'une saison pour The Kominsky Method, série écrite et produite par Chuck Lorre. Warner Bros. Television produira la série en partenariat avec Chuck Lorre Productions. L'acteur Michael Douglas est également annoncé comme producteur délégué aux côtés de Lorre.
En même temps que l'annonce de la série, il est révélé que Michael Douglas et Alan Arkin joueront les rôles principaux. Le 11 janvier 2018, on apprend que Nancy Travis rejoint la distribution dans le rôle de Lisa. Une semaine plus tard, Netflix annonce le casting final. Sarah Baker prêtera ses traits à Mindy, la fille du personnage incarné par Douglas. Les actrices Lisa Edelstein et Susan Sullivan joueront quant à elles des rôles récurrents.
Le 17 janvier 2019, la série est renouvelée pour une seconde saison qui sera composée de huit épisodes. Elle est diffusée à partir du 25 octobre 2019 sur Netflix.
Le 7 février 2019, les acteurs Jane Seymour, Jacqueline Bisset et Paul Reiser rejoignent la distribution de la deuxième saison. Toutefois, à la suite de différends artistiques entre la production et Jacqueline Bisset, l'actrice est remplacée en mars 2019 par Kathleen Turner dans le rôle de l'ex-femme de Sandy Kominsky. Turner retrouve ainsi Michael Douglas, trente ans après le film La Guerre des Rose.
Le 2 juillet 2020, la série est renouvelée par Netflix pour une troisième et dernière saison. En septembre 2020, on apprend qu'Alan Arkin quitte la série et ne reprendra pas son rôle pour la dernière saison. Le mois suivant, il est révélé que Kathleen Turner endossera de nouveau le rôle de l'ex-femme de Sandy Kominsky dans la saison 3, cette fois-ci en tant que personnage récurrent.

## Promotion
En juillet 2018, Chuck Lorre et Michael Douglas, producteurs de la série, sont présents au TCA Press Tour pour promouvoir cette dernière. Chuck Lorre présente La Méthode Kominsky comme :

« Une volonté d’écrire sur ce que je suis en train de vivre. Le vieillissement, la décomposition de la chair... Il faut que ce soit drôle ; sinon, c’est un crève-cœur... la perte d’êtres chers et la façon dont vous réagissez à une culture qui donne l’impression de s’éloigner de vous. »

En octobre 2018, on apprend que l'American Film Institute a décidé d'ajouter la série à sa sélection officielle d'avant-premières lors de l'AFI Fest.
Une première bande-annonce est mise en ligne par Netflix le 12 octobre 2018. La bance-annonce de la saison 2 paraît quant à elle le 4 octobre 2019.
En mars 2021, des images exclusives de la saison 3 sont dévoilées. On apprend en même temps que cette dernière sera mise en ligne sur Netflix le 28 mai 2021. Le 29 avril 2021, la bande-annonce de la dernière saison paraît sur internet. On apprend à cette occasion la présence de l'acteur Morgan Freeman et du réalisateur Barry Levinson.

## Épisodes

### Première saison (2018)
1. Un acteur évite (Chapter 1: An Actor Avoids)
2. Un agent fait son deuil (Chapter 2: An Agent Grieves)
3. Une prostate grossit (Chapter 3: A Prostate Enlarges)
4. Un Kegel couine (Chapter 4: A Kegel Squeaks)
5. Un agent cire les pompes (Chapter 5: An Agent Crowns)
6. Une fille entre en désintox (Chapter 6: A Daughter Detoxes)
7. Une contrepartie subsiste (Chapter 7: A String Is Attached)
8. Une veuve approche (Chapter 8: A Widow Approaches)

### Deuxième saison (2019)
1. Un acteur oublie (Chapter 9: An Actor Forgets)
2. Une ancienne flamme, une ancienne mèche (Chapter 10: An Old Flame, an Old Wick)
3. Un drôle de duo se forme (Chapter 11: An Odd Couple Occurs)
4. Une libido au frigo (Chapter 12: A Libido Sits in the Fridge)
5. Un Shenckman tourne autour du pot (Chapter 13: A Shenckman Equivocates)
6. Un secret est dévoilé, un professeur prend la parole (Chapter 14: A Secret Leaks, a Teacher Speaks)
7. Le passé est pardonné (Chapter 15. A Hand Job Is Forgiven)
8. Un thétan arrive (Chapter 16: A Thetan Arrives)

### Troisième saison (2021)
1. Dans tous les vieux endroits familiers (Chapter 17: In All the Old Familiar Places)
2. Ton drôle de papier (Chapter 18: You Only Give Me Your Funny Paper)
3. De plus en plus absurde (Chapter 19: And It's Getting More and More Absurd)
4. Sur les bouts ronds, des chaussures hautes (Chapter 20: The Round Toes, of the High Shoes)
5. Près, loin, qu'importe où tu es (Chapter 21: Near, Far, Wherever You Are)
6. Les principes fondamentaux demeurent (Chapter 22: The Fundamental Things Apply)

## Accueil critique
La série est bien reçue par la critique lors de sa diffusion en novembre 2018. Sur le site d’agrégation de critiques Metacritic, la note moyenne obtenue pour la saison 1 est de 68/100 basée sur 19 critiques collectées. Sur le site Rotten Tomatoes, le taux d'approbation est de 79 %, basé sur 43 critiques. Le consensus du site indique « Plein d'humour et de cœur, La Méthode Kominsky peint – de manière un peu classique – un surprenant et poignant portrait de vie et de vieillissement, élevé par deux performances de qualité par les légendes Alan Arkin et Michael Douglas. »
Les saisons 2 et 3 reçoivent également des critiques positives. Le taux d'approbation donné par Rotten Tomatoes est de 100 %, basé sur 6 critiques collectées,.

## Distinctions
Sauf indication contraire, les informations mentionnées dans cette section peuvent être confirmées par la base de données cinématographiques IMDb,  présente dans la section « Liens externes ».

### Récompenses
- AFI Awards 2018 : Programme télévisuel de l'année[24]
- Golden Globes 2019 :
  - Meilleure série comique
  - Meilleur acteur dans une série comique pour Michael Douglas

### Nominations
- Golden Globes 2019 : Meilleur acteur dans un second rôle dans une série, une mini-série ou un téléfilm pour Alan Arkin
- Critics' Choice Awards 2019 :
  - Meilleure série comique
  - Meilleur acteur dans une série comique pour Michael Douglas
- SAG Awards 2019 :
  - Meilleure distribution pour une série télévisée comique
  - Meilleur acteur dans une série comique pour Michael Douglas
  - Meilleur acteur dans une série comique pour Alan Arkin
- Emmy Awards 2019 :
  - Meilleur acteur dans une série comique pour Michael Douglas
  - Meilleur acteur dans un second rôle dans une série comique pour Alan Arkin
- Gold Derby Awards 2019 : Meilleur acteur dans une série comique pour Michael Douglas
- Satellite Awards 2020[25] : 
  - Meilleure série comique
  - Meilleur acteur dans une série comique pour Michael Douglas
  - Meilleur acteur dans un second rôle dans une série télévisée pour Alan Arkin
- Golden Globes 2020[26] :
  - Meilleure série comique
  - Meilleur acteur dans une série comique pour Michael Douglas
  - Meilleur acteur dans un second rôle dans une série, une mini-série ou un téléfilm pour Alan Arkin
- SAG Awards 2020[27] :
  - Meilleure distribution pour une série télévisée comique
  - Meilleur acteur dans une série comique pour Michael Douglas
  - Meilleur acteur dans une série comique pour Alan Arkin
- Emmy Awards 2020 : 
  - Meilleure série comique
  - Meilleur acteur dans une série télévisée comique pour Michael Douglas
  - Meilleur acteur dans un second rôle dans une série comique pour Alan Arkin
- HCA TV Awards 2021[28] : 
  - Meilleur acteur dans une série comique de streaming pour Michael Douglas
  - Meilleure actrice dans un second rôle dans une série comique de streaming pour Kathleen Turner
- Gold Derby Awards 2021 : 
  - Meilleur acteur dans une série comique pour Michael Douglas
  - Meilleur acteur invité dans une série comique pour Morgan Freeman
- Emmy Awards 2021 : 
  - Meilleure série comique
  - Meilleur acteur dans une série télévisée comique pour Michael Douglas
  - Meilleur acteur dans un second rôle dans une série télévisée comique pour Paul Reiser
  - Meilleur acteur invité dans une série comique pour Morgan Freeman
- Satellite Awards 2022 : 
  - Meilleure série comique
  - Meilleur acteur dans une série comique pour Michael Douglas
  - Meilleur acteur dans un second rôle dans une série télévisée pour Paul Reiser
  - Meilleure actrice dans un second rôle dans une série télévisée pour Lisa Edelstein
- SAG Awards 2022[29] :
  - Meilleure distribution pour une série télévisée comique
  - Meilleur acteur dans une série comique pour Michael Douglas